# Батьківський процес
Батьківський процес — це комп'ютерний процес, що створює один або більше дочірніх процесів.
В UNIX, кожен процес, окрім процесу 0 (swapper) створюється коли інший процес виконує системний виклик fork. Процес, що викликає fork називають батьківським процесом, а новостворений процес — дочірнім процесом. Кожен процес, (окрім процесу 0) має один батьківський процес, але може мати багато дочірніх.
Коли дочірній процес завершує виконання, викликаючи системний виклик exit, призводячи до fatal execution error або отримуючи сигнал завершення, код завершення повертається операційній системі. Батьківський процес отримує інформацію про завершення його дочірнього процесу через сигнал SIGCHLD. Батьківський процес, як правило, отримує код завершення дочірнього процесу за допомогою системного виклику wait. Однак, якщо батьківський процес цього не зробить, процес-нащадок стане зомбі.